# Kinematografia turecka
Kinematografia turecka – ogół produkcji i dystrybucji filmowej na terenie Turcji, rozumianej: w latach 1896–1917 – jako terytorium Imperium Osmańskiego; po 1917 – jako terytorium Republiki Tureckiej.
Kinematografia turecka w okresie kina niemego została ukształtowana przede wszystkim przez wieloletniego potentata i monopolistę branżowego, Muhsina Ertuğrula, który później bezproblemowo wprowadził Turcję w świat kina dźwiękowego. W opozycji do twórczości Ertuğrula, opartej na wzorcach teatralnych, ustanowiła się realistyczna w tonacji twórczość takich reżyserów jak Faruk Kenç, Ömer Lütfi Akad oraz Atif Yilmaz. W latach 60. i 70. XX wieku turecka kinematografia przeżywała swój złoty okres, nazywany epoką Jeszilczam, jednak od lat 90. popadała w stan kryzysu ekonomicznego. Mimo to na początku XXI wieku wyłoniło się zjawisko zwane nowym kinem tureckim, które reprezentowali między innymi Nuri Bilge Ceylan, Reha Erdem oraz Semih Kaplanoğlu.

## Tureckie kino nieme (1896–1929)
Pierwszy pokaz kinematografu na terenie Turcji odbył się w 1896 roku w rezydencji sułtana Abdulhamida II, Pałacu Gwiazd. Natomiast pierwsza publiczna projekcja miała miejsce prawdopodobnie w tym samym roku, w kawiarni Sponeck w Stambule. Jednakże przeszkodą w rozpowszechnianiu wynalazku braci Lumière były autokratyczne rządy Abdulhamida II, który był podejrzliwy wobec nowego wynalazku. Dopiero w 1908 roku polski Żyd Sigmund Weinberg założył pierwsze kino, mając przy tym finansowe wsparcie wytwórni Pathé. Jednym z bywalców kina Weinberga był inżynier Fuat Uzkinay, znany z jednego z pierwszych filmów tureckich: Zniszczenia rosyjskiego pomnika w San Stefano (1914), rejestracji wyburzenia pomnika św. Stefana w momencie wybuchu I wojny światowej. W 1915 roku Weinberg i Uzkinay stanęli na czele Centralnego Biura Kinematografii Wojskowej, które dokumentowało poczynania wojsk tureckich na wojennych frontach. Gdy do wojny z Imperium Osmańskim dołączyła jednak Rumunia, Weinberg został wygnany z Turcji.
W momencie obalenia sułtana, w 1917 roku Sedat Simavi nakręcił dwa pierwsze tureckie filmy fabularne: kryminalnego Szpiega i Szpon; w 1919 roku do grona pionierów tureckiej kinematografii dołączył Ahmet Fehim (Guwernantka, 1919; Innaz, 1919). Jednakże monopol na produkcję filmową na terenie Republiki Tureckiej zdobył Muhsin Ertuğrul. Jego filmy, np. Tragedia miłosna w Stambule (1921), Koszula z płomieni (1923), Kurier z Ankary (1928) i Przemytnicy (1929), wpisywały się w oficjalną politykę Mustafy Kemala Atatürka, łączyły bowiem zachodnie wzorce gatunkowe z przywiązaniem do tematyki narodowej. To właśnie Ertuğrul wprowadził kino tureckie w epokę kina dźwiękowego.

## Tureckie klasyczne kino dźwiękowe (1930–1960)

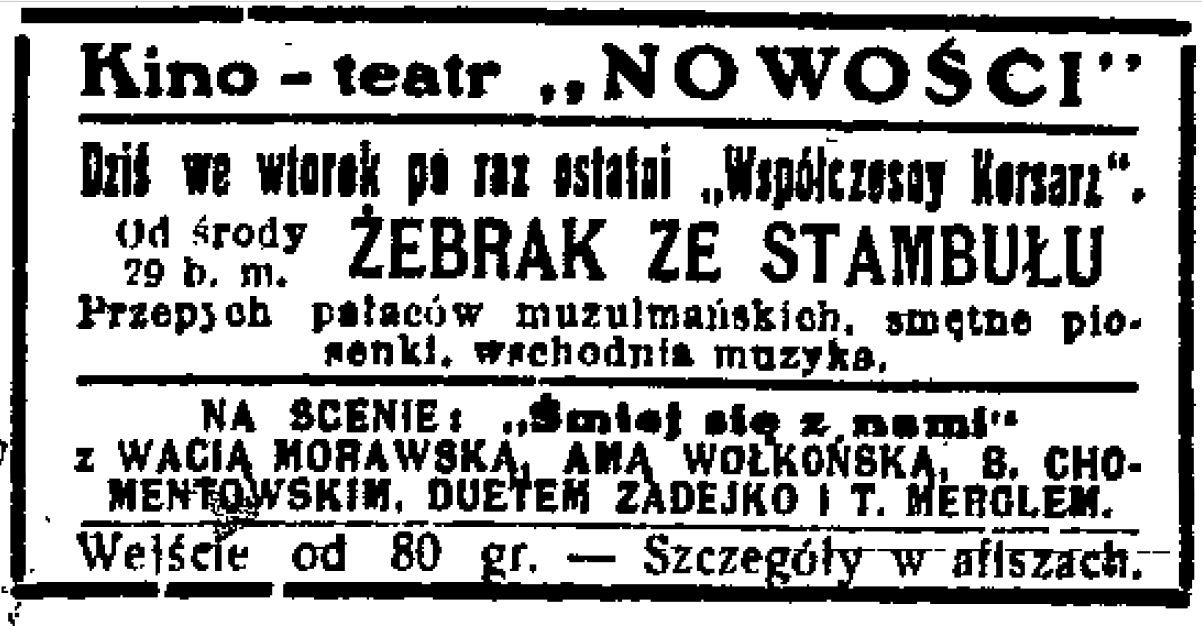
Anons w częstochowskim dzienniku z 1932 r. o pokazie tureckiego filmu Żebrak ze Stambułu. Może to być ówczesny polski tytuł obrazu Na ulicach Stambułu.

W 1931 roku Ertuğrul zrealizował pierwszy turecki film dźwiękowy, komedię muzyczną Na ulicach Stambułu (1931) z udziałem późniejszej diwy operowej Semihy Berksoy. Film okazał się wielkim przebojem. Jeśli w ówczesnej wersji polskiej nosił on tytuł Żebrak ze Stambułu, to był on wyświetlany w Polsce – w 1931 roku w Warszawie, w 1932 roku w Częstochowie.
Sukces Na ulicach Stambułu powtórzyły kolejne dźwiękowe produkcje Ertuğrula: Przebudzenie (1932) oraz Aysel, dziewczyna z bagiennej zagrody (1935) na podstawie powieści Selmy Lagerlöf. Odtwórczyni głównej roli w tym ostatnim filmie, Cahide Sonku, w 1951 nakręciła pierwszy kobiecy film turecki, Namak Kemal i ojczyzna (1951). Ertuğrul od lat 40. XX wieku tworzył coraz mniej filmów, a jego pierwszy film barwny Tkaczka dywanów (1953) poniósł klęskę komercyjną.
W opozycji do twórczości Ertuğrula, opartej silnie na wzorcach teatralnych, ustanowiła się twórczość Faruka Kença. Kenç dobierał do ról w swych filmach aktorów bez doświadczenia scenicznego, odnosząc sukcesy takimi dziełami, jak Kawałek kamienia (1938), Nieustraszony Ali (1940), Pasza ze stali (1941). W połowie lat 40. ujawniły się kolejne talenty reżyserskie: Baha Gelenbevi (Kobieta, która oszalała, 1948; Krwawe łóżko, 1949), Turgut Demirağ (superprodukcja Opowieść o górze, 1947). Bujny rozwój przeżywał również filmowy przemysł turecki jako taki; w 1947 roku powstała instytucja zwana Stowarzyszeniem Producentów, gromadząca reżyserów, scenarzystów i producentów.
Kwitło też kino autorskie. Atıf Yılmaz zasłynął przede wszystkim dyptykiem Dziewczyna, która patrzy na góry (1955) – Marzenie panny młodej (1957), a także filmem Dzieci ojczyzny (1959) o wojnie grecko-tureckiej z perspektywy dwojga dzieci. Metin Erksan był twórcą zaangażowanych społecznie filmów pokroju Ciemnego świata (1952), Morderstwa w Yolpalas (1955) oraz Sześciu gór Efezu (1958). Za przełomowy dla tureckiej kinematografii film artystyczny Upalne lato (1964) Erksan otrzymał Złotego Niedźwiedzia na 14. MFF w Berlinie.
Prawdziwie nowatorska dla tureckiej kinematografii okazała się jednak twórczość Ömera Lütfi Akada. Akad zadebiutował w 1949 roku dramatem Bijcie dziwkę na podstawie prozy pierwszej tureckiej feministki Halide Edip Adıwar. Bohaterka filmu, próbując pomóc tureckiemu ruchowi oporu podczas wojny grecko-tureckiej, wdaje się w romans z greckim generałem, po czym zostaje zlinczowana przez sąsiadów z tej samej wioski. W imię prawa (1952), efektownie zmontowana opowieść o prostym robotniku mszczącym się na bogaczu za to, że ten zgwałcił żonę i szwagierkę głównego bohatera, również przyniosła reżyserowi uznanie. Renomę Akada jako sprawnego reżysera utrwaliły melodramaty Śmierć w Ipsali (1953) i Bulwar samotnych (1959).

## Epoka Jeszilczam i okres kryzysu (1960–2000)
Lata 60. i 70. zapisały się jako złota epoka kina tureckiego, zwana Jeszilczam od miejsca seryjnej produkcji melodramatów w gwiazdorskiej obsadzie, w studiach położonych na stambulskiej uliczce Yeșilçam. Rocznie produkowano wówczas około 300 filmów. Najważniejszymi twórcami tego okresu byli Ömer Lütfi Akad, Zeki Öktan i Atif Yilmaz, aktorami zaś – Türkan Șoray i „brzydki król” Yılmaz Güney. Ten ostatni aktor kurdyjskiego pochodzenia rychło zadebiutował jako reżyser realistycznych dramatów Nadzieja (1970) i Stado (1978); gdy został skazany na więzienie za zabójstwo, napisał scenariusz do uhonorowanej Złotą Palmą na 35. MFF w Cannes Drogi (1982) Şerifa Görena. Yılmaz zasłynął już w latach 80. przełomowymi w świecie islamskim filmami o wyzwolonych postaciach kobiecych, Mine (1983) i Vasfiye (1985), a w dziele Spacer po północy (1992) ukazał równie przełomowy związek lesbijski. Wtórowała owym przemianom pierwsza turecka reżyserka Bilge Olgaç, krytykując patriarchat w filmach Wróg chochli (1984) oraz Gülüşan (1985). Reakcją na ów progresywny nurt w latach 90. XX wieku było beyaz sinema, którego głównym przedstawicielem był Mesut Uçakan i jego film Nie jesteś sama (1990). Osobnym fenomenem w obrębie kina popularnego były filmy określane pejoratywnym mianem Turksploitation, oparte na amatorskich efektach specjalnych i plagiacie całych scen z amerykańskich i europejskich kasowych przebojów .
W latach 90. kino tureckie przeżywało okres kryzysu (spadek produkcji i frekwencji). Ową tendencję przełamał gangsterski melodramat Ballada o rozbójniku (1996) Yavuza Turgula. Na przełomie stuleci ujawnił się talent Zeki Demirkubuza, autora psychologicznie głębokich filmów artystycznych pokroju Bloku C (1994), Niewinności (1997) oraz Trzeciej strony (1999), przełamujących typowy dla epoki Jeszilczam sentymentalizm.

## Kino tureckie XXI wieku (po 2000 roku)
Na początku XXI wieku ukształtowało się nowe kino tureckie, pełne walorów poetyckich, kontemplacyjnych, wyszukanej symboliki oraz zredukowanych dialogów. Trzon nowego kina tureckiego ustanowili trzej nagradzani na Zachodzie autorzy: Nuri Bilge Ceylan, Reha Erdem oraz Semih Kaplanoğlu.
Minimalizmem cechowała się zwłaszcza twórczość Ceylana, składająca się z takich filmów jak m.in. Miasteczko (1997), Uzak (2002), Trzy małpy (2008), Pewnego razu w Anatolii (2011) oraz nagrodzonego Złotą Palmą na 67. MFF w Cannes obrazu Zimowy sen (2014). Renomę Erdema ustanowiły filmy Czasy i wiatry (2006), Życie Hayat (2008) i Kosmos (2009). Tymczasem Kaplanoğlu zasłynął przede wszystkim Trylogią Yusufa, złożoną z Jajka (2007), Mleka (2008) i Miodu (2010). Ostatnia część trylogii przyniosła mu Złotego Niedźwiedzia na 60. MFF w Berlinie. Na tle tych twórców wyróżniał się Ümit Ünal, realizator różnorodnych gatunkowo filmów takich jak Dziewięć (2003), Posłaniec (2007), Bez cienia (2009) i Bez głosu (2010).
Osobnym zjawiskiem jest działalność tureckiej diaspory w innych krajach europejskich, reprezentowanej m.in. przez tworzącego w Niemczech Fatiha Akina (Głową w mur, 2004; Na krawędzi nieba, 2007), działającego we Włoszech Ferzana Özpeteka (On, ona i on, 2001; Okna, 2003)  czy aktywną we Francji Deniz Gamze Ergüven (nominowany do Oscara za najlepszy film nieanglojęzyczny Mustang, 2015) .